# 星艦求生日誌
《星艦求生日誌》（英語：Redshirts，原本標題為Redshirts: A Novel with Three Codas）是一本由科幻小說作家約翰·史卡奇所寫的《星空奇遇記》戲仿小說。該書於2012年6月由Tor Books公司出版。有聲書由威爾·惠頓作旁白誦讀。該書贏得2013年雨果獎最佳長篇小說獎和軌跡獎最佳科幻小說。

## 改編作品
FX於2014年開始開發一部有限電視劇，但在版權歸回該書的作者約翰·史卡奇之後，其開發都沒有實現，並且在2017年關閉製作。

## 外部連結
- Redshirts at Google Books